# 射水市新湊博物館
射水市新湊博物館（いみずししんみなとはくぶつかん、Imizu City Shinminato Museum）は、富山県射水市鏡宮（かがのみや）にある公立博物館。

## 概要
国道8号と国道472号が立体交差する、鏡宮交差点にある道の駅カモンパーク新湊北側の敷地内7,079.41m2に、1998年（平成10年）に「新湊市博物館」（しんみなとしはくぶつかん）として開館。建築面積 2,063.54m2、延床面積 1,980.26m2、鉄筋コンクリート造り1階建ての建物である。その後2005年（平成17年）11月1日に、新湊市が周辺町村と合併し射水市となったため、名称も射水市新湊博物館へ改称した。
中世港湾都市である放生津に置かれた越中守護所「放生津城」出土品や北前船関係資料の展示、石黒信由の関係資料の展示、人間国宝（各個認定の重要無形文化財保持者）の最初の認定者の一人である陶芸家石黒宗麿の作品や美術品も数多く所蔵している。

## 主な収蔵品
- 海、湖沼に囲まれ、水郷地帯であった新湊周辺の歴史・民俗史料
- 高樹（こうじゅ）文庫 - 石黒信由以降4代がまとめた和算、測量術に関する資料約12,200点（寄託品）
  - 越中国射水郡高木村（現 富山県射水市高木）生まれの、江戸時代の和算家、測量家、天文家である石黒信由関係の書籍、文書、地図、測量器具などの遺品。射水市の一般財団法人高樹会「高樹文庫」が所有し、同博物館に寄託しているもので、このうち石黒信由関係資料2,051点が1984年（昭和59年）6月6日に国の重要文化財に指定された[3]。重要文化財「石黒信由関係資料」にはその後1998年と2019年に追加指定が行われて点数が増加しており、計6,392点となっている[4]（くわしくは後述）。
- 石黒宗麿の陶芸作品 - 「釉彩干柿文壺」など418点
  - 1955年（昭和30年）2月15日付けで認定された、人間国宝の最初の認定者の一人であり、重要無形文化財「鉄釉陶器」の保持者である、射水市（旧 新湊市）久々湊（くぐみなと）出身の陶芸家
- 岩橋善兵衛の望遠鏡 - 1808年（文化5年）作。最長2m95cm（縮めた状態で84cm）で、これまで発見された一門の作18例の中で最長である。
  - 新湊地区放生津の元木材商の子孫が、2016年（平成28年）5月に寄贈したもので、木製の接眼部と、紙と木を張り合わせた5つの筒6点で構成された望遠鏡外部の彫り込みには、一門の特長である金泥を用いた精緻（せいち）な車形模様が、望遠鏡内部には岩橋の銘と1808年（文化5年）正月吉日の墨書きがある。また内部のレンズは4枚で、これまで発見されているものと違い、光の乱反射を防ぐ目的と思われる筒内部が黒く塗られている。しかしレンズ等が損傷しており使用できない状態である。なお2番目に長いものは2m34cmで、伊能忠敬が使用していたものである[5]。また同氏の小型の望遠鏡（高樹文庫の一点として富山県指定有形文化財）も収蔵している。
- 川合玉堂 - 「山村春麗」など。
- 富山県出身の郷倉千靭・郷倉和子親子の作品。
- 放生津八幡宮築山神事（富山県無形民俗文化財指定）の神面 5面（寄託品）
- 放生津曳山祭の神輿、獅子頭（寄託品）

など

## 文化財

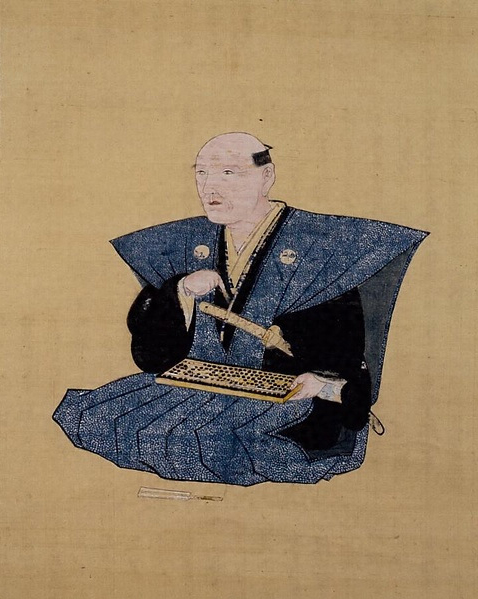
石黒信由像（「石黒信由関係資料」のうち）

### 重要文化財（国指定）
- 石黒信由関係資料（寄託品）

江戸時代後期の和算家・測量家で、越中国射水郡高木村（現在の射水市）出身の石黒信由（1760年 - 1836年）に関する資料群である。主著『算学鉤致』をはじめとする著述稿本類、文書記録類、および信由が金沢藩の依頼で作成した加越能三国（加賀、越中、能登）の地図などが含まれる。
一般財団法人高樹会が所有し、射水市新湊博物館に寄託している資料群のうち、2,051点が1984年に重要文化財に指定された。その後、1998年に1,714点が追加指定されて計3,765点となった。なお、2011年および2015年に資料の分類見直しによる員数変更があり、重要文化財の資料は計3,762点となる。
2019年7月、上述の3,762点にさらに2,569点の資料が追加指定された。既指定資料の分類項目見直しによって員数は61点増となり、計6,392点となった。従来の指定資料は信由のものが中心だったが、2019年の追加指定分には、信由の事業を継承した2代石黒信易、3代石黒信之、4代石黒信基および3代の弟である北本栗（きたもとりつ）らの資料が含まれている。2019年の追加指定分を含んだ資料の員数は以下のとおり。
重要文化財「石黒信由関係資料」の員数
- 著述稿本類357点
- 文書記録類4,674点
- 地図類1,325点
- 書画類4点
- 測量器具・器物類30点
- 写真ガラス原板2点
- 計6,392点

## 調査・研究
2020年10月、富山県高岡市の国泰寺において文化財調査を実施。その際、国泰寺に所蔵していた甲冑1組を発見し、財産目録（1944年作成）に新選組局長の近藤勇が使用していたと思われる記述を発見した。その中では、山岡鉄舟が国泰寺に甲冑を寄進した記述もあり、調査を担当した新湊博物館の学芸員は江戸時代後期に甲冑が製作されたのではないかと推測している（近藤が甲冑を使用した確証はない）。なお、この甲冑は2022年に新湊博物館で開催された企画展において展示された。

## 施設
- 常設展示室 1 - 新湊の歴史
  - 越中守護所「放生津城」が置かれた中世（鎌倉時代から室町時代ころ）の出土品や北前船関係資料の展示と、港湾都市であった放生津（新湊地区）の様子の紹介。
  - 放生津潟といわれた潟湖と、周辺に広がる水郷地帯の歴史と水運の紹介。
  - 放生津曳山祭（新湊曳山祭）やボンボコ祭の紹介。
- 常設展示室 2 - 石黒信由と高樹文庫の紹介と展示
- 企画展示室
- ガイダンス室
- 特別収蔵庫 1・2 - 高樹文庫や石黒宗麿の陶芸品を保管
- はかろっと広場 - 測量体験ができる。旧測量庭園が外資系ホテルの建設地と重なったことから、2025年3月15日に日時計を設置したうえで移転・改称した[13]。
- 駐車場 - 35台（そのほか、道の駅カモンパーク新湊の駐車場も利用可）

### 施設情報
開館時間
- 9時から17時（入館は16時30分まで）

休館日
- 毎週火曜日、祝日の翌日（祝日の翌日が土曜・日曜日の場合開館）、年末年始（12月28日 - 1月4日）

#### 観覧料
- 一般 310円、中学生以下 無料[14]

#### アクセス
自動車
- 北陸自動車道小杉ICより約10分。

公共交通機関（鉄道・路線バス）
- 射水市コミュニティバス（いずれも「カモンパーク新湊」バス停下車、徒歩1分）
  - あいの風とやま鉄道小杉駅より新湊・小杉線（新湊方面行き）
  - あいの風とやま鉄道越中大門駅より新湊・大門線（新湊方面行き）
  - 万葉線第一イン新湊 クロスベイ前駅より新湊・小杉線（小杉方面行き）または新湊・大門線（大門方面行き）
  - 万葉線中新湊駅より新湊・小杉線（小杉方面行き）